# SNCF BB 9400 sorozat
Az SNCF BB 9400 sorozat egy francia villamosmozdony-sorozat volt, amelyet a Société nationale des chemins de fer français (SNCF) 1,5 kV-os egyenáramú hálózatán használtak. A mozdonyokat az Compagnie électro-mécanique, a Jeumont-Schneider és a Fives-Lille gyártotta 1959 és 1964 között 135 példányban. A rokon SNCF BB 9200 sorozathoz képest 22,8 tonnával könnyebbek voltak, ami lehetővé tette, hogy gyenge felépítménnyel rendelkező vonalakon is használhassák őket.